# Barbezieux-Saint-Hilaire
Barbezieux-Saint-Hilaire é uma comuna francesa na região administrativa da Nova Aquitânia, no departamento de Charente. Estende-se por uma área de 26,55 km². Em 2010 a comuna tinha 4 858 habitantes (densidade: 183 hab./km²).